# Téléport
Ne doit pas être confondu avec Technopole du Futuroscope ou téléportation.

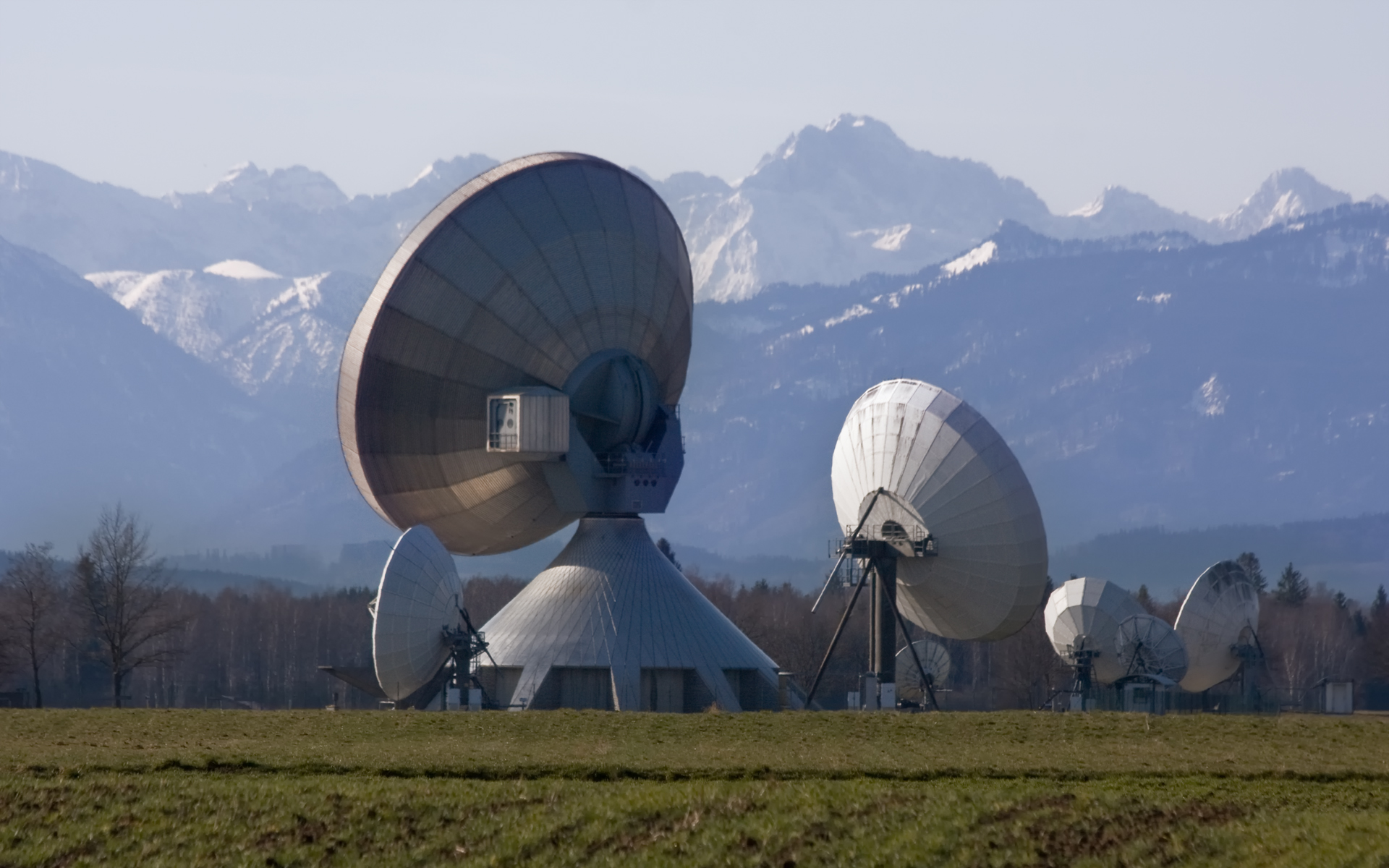
Station de Raisting en Allemagne

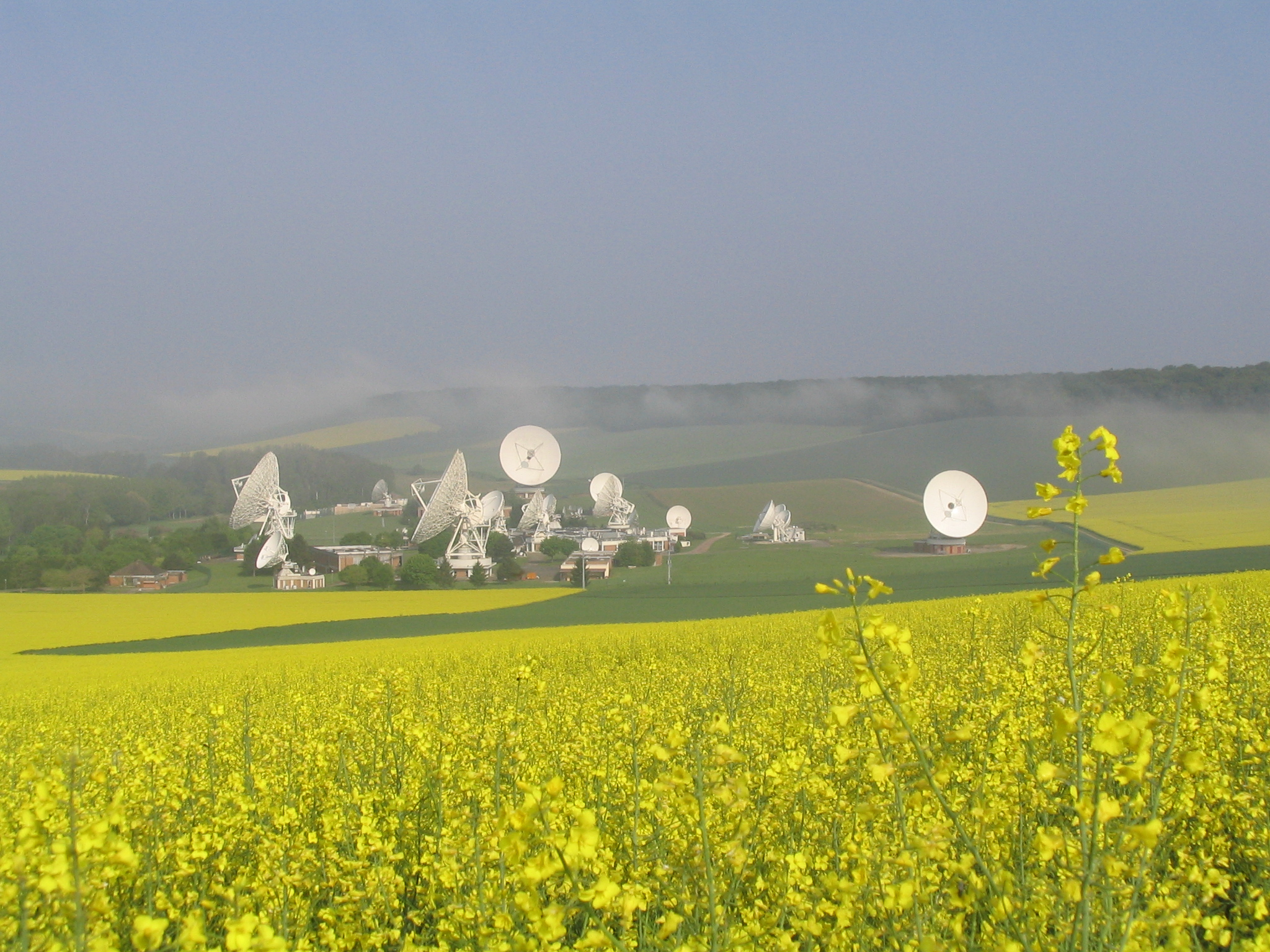
Centre de télécommunications spatiales de Bercenay-en-Othe. En 2014, c'est le plus important d'Europe.

Un téléport, ou station terrestre de télécommunication par satellite, est une installation d'antennes paraboliques de grande taille, permettant l'émission de signaux de télécommunication vers des satellites de télécommunication en orbite géostationnaire.

## Description
Le téléport transmet ou retransmet les signaux qu'il reçoit, module et amplifie. Il communique avec les satellites de télécommunication par ondes radioélectriques dans la bande de fréquence des micro-ondes. Le trajet des ondes, du téléport vers le satellite, est appelé « lien montant » (en anglais « uplink »).
Pour une position orbitale donnée, chaque satellite collocalisé reçoit ce signal. Seul le satellite équipé du transpondeur configuré pour recevoir cette porteuse montante la traite, réamplifie le signal et le transpose sur un autre fréquence porteuse, pour le retransmettre vers la Terre sur sa zone de couverture (en anglais « footprint »), via une « liaison descendante » (en anglais « downlink »).
Sur certaines antennes, un système de poursuite permet de la repointer dans la direction du satellite, en permanence et de manière très précise, assurant ainsi une bonne qualité du signal reçu par le satellite, et par là même un bon bilan de liaison de la transmission.
Une station météo donne au téléport des informations sur les orages et autres phénomènes météorologiques pouvant survenir sur le site du téléport et perturber la transmission. La puissance des amplificateurs est ainsi adaptée lors de la survenance de ces perturbations.